# Enderbury
Enderbury est un atoll des îles Phœnix, appartenant à la république des Kiribati.

## Histoire
L'île est découverte en 1823 par le capitaine James J. Coffin, du baleinier britannique Transit. Elle est nommée d'après Samuel Enderby, propriétaire de la compagnie baleinière à laquelle appartient le navire. Le nom est ensuite déformé en Enderbury. L'île est visitée à nouveau le 9 janvier 1841 par une expédition exploratoire américaine. En 1860, elle fait l'objet d'un intérêt pour ses ressources en guano. En effet, en 1856, le Guano Islands Act autorise tout Américain à revendiquer une île comprenant de telles ressources. Au début, l'exploitation est limitée mais elle atteint son pic en 1870, sous l'égide de la Phoenix Guano Company, avec l'extraction de 6 000 tonnes en l'espace de 64 jours. Finalement, les Américains quittent l'île avec l'épuisement des ressources en 1877.
Jusqu'en mars 1937, l'île disparaît des radars. A cette date, les Britanniques revendiquent la possession des îles Phoenix, dont Enderbury, comme composante de leur colonie des îles Gilbert et Ellice. En mars 1938, le président américain Franklin Delano Roosevelt proclame également la souveraineté américaine sur Enderbury et sa voisine, l'île de Canton, placées directement sous l'autorité du département de l'Intérieur. Pour les Américains, ces territoires ont un intérêt en tant que points d'étape sur le trajet des vols de la Pan Am entre les Etats-Unis et l'Australie. Pour autant, Enderbury n'est jamais utilisée comme escale. Au début de l'année 1939, un compromis anglo-américain est trouvé, avec la mise en place du Condominium des îles Canton et Enderbury, actant une cosouveraineté. 
En 1937, l'atoll a été inclus dans le programme de colonisation des îles américaines équatoriales et, quatre colons américains sont envoyés sur l'île en 1938 pour affermir la présence américaine. Toutefois, ils sont évacués dès 1942 avec l'éclatement de la Seconde Guerre mondiale et la menace japonaise. Les quelques bâtiments sont également détruits pour qu'ils ne puissent être utilisés.